# Josephine Joseph
Josephine Joseph (* 4. Juli 1891 in Österreich-Ungarn; † 11. Juli 1966 in Wilmington, Delaware, Vereinigte Staaten) war eine österreichische Schauspielerin, die im US-amerikanischen Horrorfilm Freaks auftrat und damit einen weltweiten Skandal verursacht haben soll.

## Leben und Werk
Über Josephine Joseph ist wenig bekannt. Sie soll als Kind polnischer Eltern in Österreich geboren worden sein. Im Film Freaks von Tod Browning (1932) trat sie – im Ensemble einer illustren Zirkusgesellschaft – als halb Mann, halb Frau auf. Männlich war die rechte Körperhälfte, weiblich die linke: „Das Kostüm entlang der Körperlängsachse sorgsam geteilt, stimmt sie unter den missgebildeten Gästen der Hochzeit eines Kleinwüchsigen mit einer schönen Trapezkünstlerin den mittlerweile legendären Gesang an: ‚Wir akzeptieren sie, eine von uns!‘“ Josephine Joseph soll das Kinopublikum in zwei Lager geteilt haben, viele hätten verstört die Vorstellung verlassen, „in vielen Ländern wurde der Film verboten – in manchen amerikanischen Bundesstaaten ist dieses Verbot sogar noch aufrecht.“

## Resonanz
In den Jahren 2007 bis 2010 erarbeiteten die Künstler Julia Jadkowski, Roswitha Emrich, Rico Schalück und Marcel Schwald eine Performative Installation für 3 Performer, 4KW Licht und 1 Camera Obscura, die der Künstlerin gewidmet war und im Kunsthaus Baselland sowie im Rahmen der Tanztage Berlin gezeigt wurde. 2014 wurde sie vom österreichischen Nachrichtenmagazin Profil als „Vorfahrin von Conchita Wurst“ wiederentdeckt.